# Polypedates megacephalus
Polypedates megacephalus es una especie de anfibio anuro de la familia Rhacophoridae. Se distribuye por el sudeste subtropical y tropical de China, nordeste de la India, norte de Vietnam y Tailandia. Es posible que también se encuentre en Myanmar y Laos. Es una especie generalista que se puede encontrar en una gran variedad de hábitats. La taxonomía de esta y otras especies cercanas (como Polypedates leucomyxtax) es compleja y no está resuelta.